# La ciudad en el mar
La ciudad en el mar (en inglés: The City in the Sea) es un poema de Edgar Allan Poe. La versión final se publicó en 1845, pero una versión anterior se publicó como La ciudad condenada (The Doomed City) en 1831 y, más tarde, como La ciudad del pecado (The City of Sin). El poema cuenta la historia de una ciudad gobernada por una personificación de la Muerte utilizando elementos comunes de la narrativa gótica. El poema apareció en el Southern Literary Messenger, The American Review, el Broadway Journal, así como en The Poets and Poetry of America, una antología de poesía estadounidense publicada por primera vez en 1842.
Poe se inspiró en varias obras, entre ellas Kubla Khan de Samuel Taylor Coleridge.

## Inspiración
Poe se inspiró al menos en parte en La guerra de los judíos de Flavio Josefo, un relato del siglo I sobre la ciudad bíblica de Gomorra. El poema también tiene un parecido con el poema clásico de Lucrecio De Rerum Natura y, específicamente, con una traducción al inglés de John Mason Good. Treinta y cinco de los ochenta y cinco versos consecutivos son paralelos a la obra. La última versión del poema de Poe también puede hacer referencia a La Reina Hada de Edmund Spenser con el término "torre orgullosa". El estado de ánimo y el estilo del poema también parecen hacer eco de Kubla Khan, un poema de Samuel Taylor Coleridge, conocido por su fuerte influencia en la poesía de Poe.

## Publicación
Una primera versión del poema, titulada La ciudad condenada, apareció en la colección de Poe de 1831 llamada simplemente Poemas. Fue reelaborada, como muchas de las obras de Poe, y publicada en el Southern Literary Messenger en agosto de 1836 con el título La ciudad del pecado. Se publicó por primera vez con el título La ciudad en el mar en la edición de abril de 1845 de American Review. El poema también apareció en el Broadway Journal, en la edición del 30 de agosto de 1845. Fue incluido por Rufus Wilmot Griswold en la décima edición de The Poets and Poetry of America en 1850, un año después de la muerte de Poe, como un ejemplo de la mejor poesía de Poe.